# 北非阿拉伯人
北非阿拉伯人，是指生活在非洲馬格里布地區有柏柏爾人血統的阿拉伯人。
阿拉伯人來到北非是7世紀伊斯蘭征服拜占廷控制下北非的結果，阿拉伯士兵與他們家人及部落來到北非，與當地柏柏爾女人結婚慢慢使當地人信仰伊斯蘭教，結果使阿拉伯語成為利比亞、突尼西亞、阿爾及利亞和摩洛哥的官方語言，而這些國家中阿拉伯化的柏柏爾人則成為統治階級。